# Stift Keppel

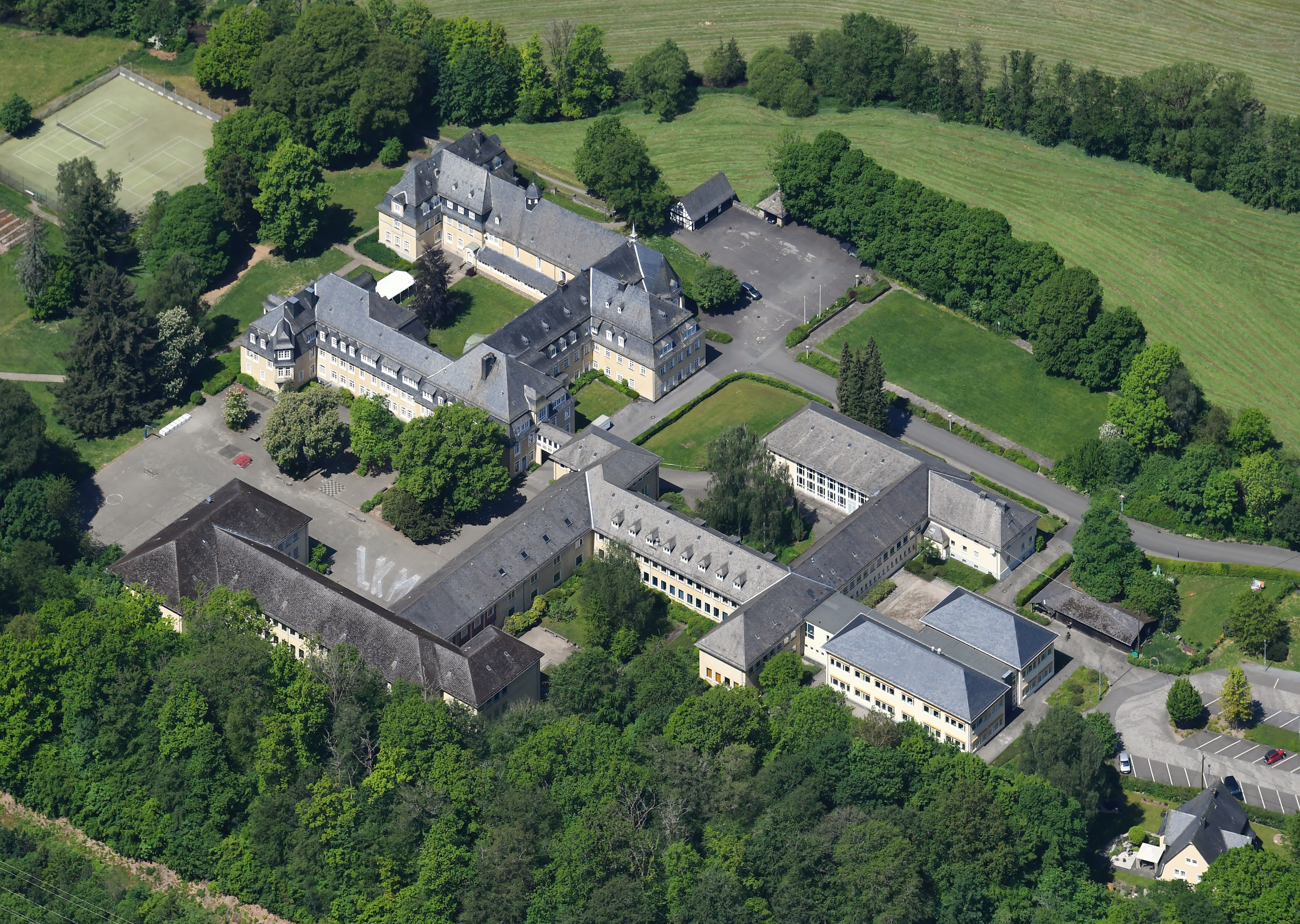
Stift Keppel von Südosten aus der Luft gesehen

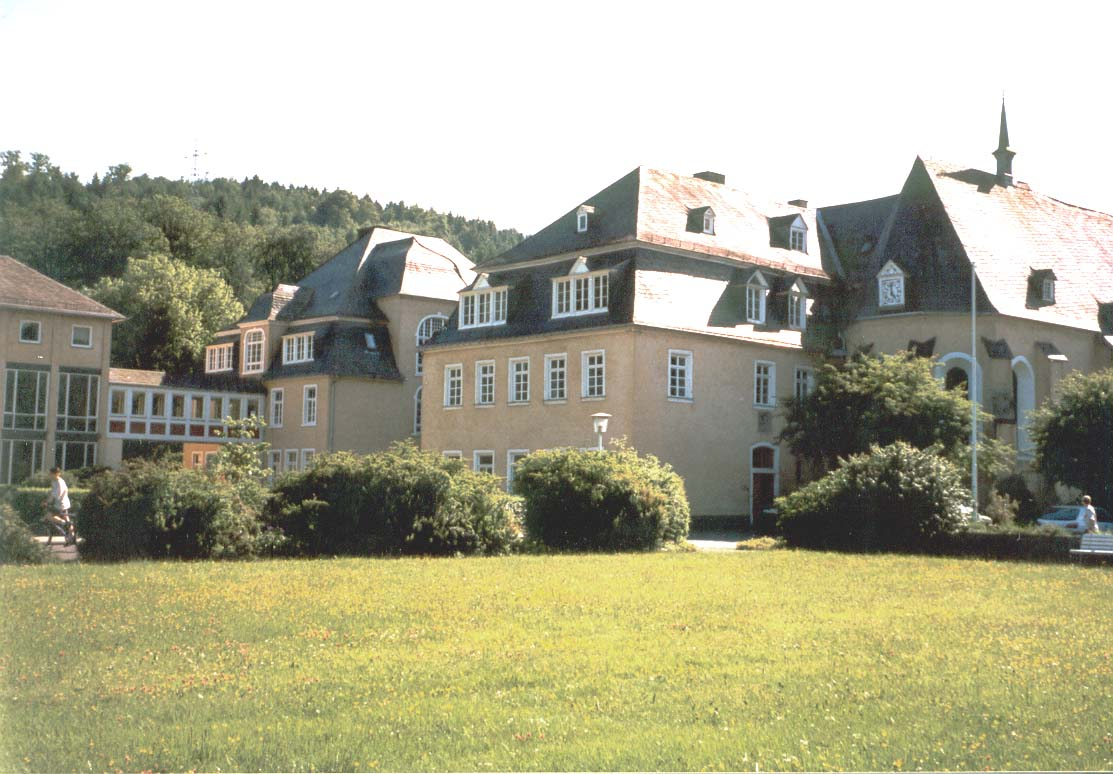
Ansicht der Wappenhalle mit Seufzerbrücke zum Abteiflügel, des Neuen Hauses und der Stiftskirche

Stiftswappen

Stift Keppel ist ein öffentlich-stiftisches Gymnasium in Hilchenbach-Allenbach. Es wird von den vereinigten Stiften Geseke-Keppel im Sondervermögen des Landes Nordrhein-Westfalen getragen.
Seit seiner Gründung vor 1236 durch Friedrich vom Hain hat es eine bewegte Geschichte erlebt: Stift Keppel war Prämonstratenserinnenkloster, freiweltliches Damenstift, Stiftsschule, Lyzeum und Oberlyzeum, Lehrerinnenseminar und schließlich koedukatives Gymnasium. Bis ins 19. Jahrhundert stand es unter dem Protektorat des Grafen- und Fürstenhauses Nassau-Oranien, später des preußischen Königshauses.
Die Stiftskirche in ihrer Ausgestaltung aus dem 18. Jahrhundert mit den angrenzenden Profangebäuden des Neuen Hauses und des Saalbaus mit dem Konventssaal gehören zu den bedeutendsten barocken Baudenkmälern des Kreises Siegen-Wittgenstein.
Neben dem Gymnasium besteht ein Tagungs- und Gästehaus. Ein kleines Museum zeigt das Leben der Stiftsdamen und Internatsschülerinnen.

## Lage von Stift Keppel
Die Stiftsgebäude und die Stiftskirche St. Maria und St. Johannes-Evangelist liegen im Ferndorftal zwischen den Ortsteilen Allenbach und Dahlbruch der Stadt Hilchenbach an der Bundesstraße 508. Es besteht ein eigener Bahnhof an der Bahnstrecke Kreuztal–Cölbe mit Anschlüssen nach Marburg, Siegen und Bad Berleburg. Hierbei handelt es sich um eine von drei Stationen in Deutschland mit Klosterbezug im Namen. Zu Stift Keppel gehören noch umfangreiche land- und forstwirtschaftlich genutzte Ländereien, darunter 491 ha Wald.

## Geschichte

### Das Prämonstratenserinnenkloster Keppel

Ansicht der Abteigartens mit Saalbau und Abteiflügel

Stift Keppel wurde erstmals in einer Urkunde aus dem Jahre 1239 erwähnt. Darin übertrug Graf Heinrich II. der Reiche von Nassau auf Bitten seines Lehnsmannes Friedrich vom Hain dem Kloster die Einkünfte des Netphener Kirchspiels St. Martini. In der Urkunde wird auch erwähnt, dass Friedrich auf seinem Besitz das Kanonissenkloster Keppel errichtet hat. Im Nekrolog der Prämonstratenserabtei Arnstein an der Lahn, dem das Kloster Keppel zugeordnet war, wird bereits vor 1236 einer Keppeler Klostervorsteherin gedacht.
Das Kloster diente schon früh auch der standesgerechten Versorgung der unverheirateten Töchter des heimischen Landadels. Daher finden sich bei den Konventualinnen häufig die Namen von und zu der Hees, von Selbach-Lohe, von Meschede, von Bicken, von Schnellenberg u. a. In der Klosterordnung aus dem Jahre 1392 wird Johann I. Graf von Nassau als Schirmherr und Stifter des Klosters tituliert. Er wählte die Stiftskirche St. Maria und St. Johannes-Evgl. als Grablege für sich und seine Gemahlin Margarethe, Gräfin von der Mark. Seine Mutter Adelheid, geb. Gräfin von Vianden, leitete in den letzten Jahrzehnten ihrer Witwenschaft selbst als „Magistra“ die Geschicke des Stifts.

### Das freiweltliche Damenstift Keppel und das Collegium virginum nobilium

Keppeler Stiftsorden

Graf Wilhelm der Reiche von Nassau führte in seinen Landen bis 1536 die Reformation ein. 1594 verfügte sein Sohn Johann VI., der Gründer der Nassauischen Hohen Schule, schließlich die Säkularisierung des Klosters zu einem „freiweltlichen Fräuleinstift“ evangelischer Prägung. Noch Wilhelm der Reiche initiierte 1549 die Gründung eines Collegium virginum nobilium, einer Stiftsschule, an der bis zum Dreißigjährigen Krieg ca. 350 Töchter (und auch Söhne) des Adels und höheren Bürgertums unterrichtet wurden. Die Zöglinge kamen u. a. aus den Häusern von Nassau, von Wittgenstein, von Sayn, von Solms, von Waldeck, von Isenburg und von Wied, aber auch Töchter von Bürgerlichen, Advokaten, Schultheißen, Professoren, Apotheker finden sich in der Matrikel. Unter den Schülerinnen war von 1581 bis 1596 auch Christine von Diez, die uneheliche Tochter der Anna von Sachsen, Ehefrau von Wilhelm von Oranien, mit Jan Rubens, dem Vater von Peter Paul Rubens. Während des Krieges gelangte Keppel kurzzeitig in den Besitz des Jesuitenkollegs in Siegen. Stiftsoberin Maria von Effern erreichte aber 1650 nach dem Westfälischen Frieden die Rekonstitution des Damenstifts. Unter dem zum Katholizismus konvertierten Landesherrn Graf Johann des Jüngeren kam es zur Einrichtung eines Simultaneums mit vier reformierten und vier katholischen Stiftsdamen, einem Wechsel zwischen katholischen und reformierten Äbtissinnen und zwei konfessionell getrennten Haushaltungen. Zur Zeit des Barocks wurde der Innenraum der Stiftskirche neu gestaltet sowie das Neue Haus und der Saalbau mit Konventssaal neu erbaut.

### Die Aufhebung des Stifts im 19. Jahrhundert
Der neue Landesherr, Großherzog Joachim Murat von Berg, ein Schwager Napoleon Bonapartes und späterer König von Neapel, oktroyierte 1808 dem Konvent Isabella Marquise de Meslé als Äbtissin. 1812 erfolgte unter der napoleonischen Herrschaft und nach dem Aussterben der meisten Siegerländer Adelsfamilien die Aufhebung des Stifts, das nach dem Wiener Kongress 1815 mit dem gesamten Fürstentum Nassau-Siegen an Preußen fiel. Der preußische König ernannte weiter Stiftsdamen, die aber keiner Residenzpflicht unterlagen, darunter die Dichterin Katharina Diez. Die verwaiste Stiftskirche wurde von 1839 bis 1846 von der evangelisch-reformierten Gemeinde Hilchenbachs genutzt und von 1844 bis 1900 residierte die katholischen Diaspora – Missionsgemeinde St.Augustinus dort und unterhielt eine Volksschule im Konventssaal.

### Die Keppelsche Schul- und Erziehungsanstalt
1871 erreichten der Oberstiftshauptmann Piper und der Stiftsrentmeister Manger die Einrichtung der „Keppelschen Schul- und Erziehungsanstalt“ für Mädchen mit angeschlossenem Internat unter der Schirmherrschaft der preußischen Königin-Witwe Elisabeth. Eröffnungsdatum war der 10. September 1871. Finanzielle Unterstützung kam von ihrem Schwager, dem König und Kaiser Wilhelm I. Vorbilder waren die Königin-Luise-Stiftung (gegründet 1811) in Dahlem bei Berlin und die „Erziehungs- und Bildungsanstalten“ in Droyßig (gegründet 1847).
Königin Elisabeth ernannte die Droyßiger Lehrerin Nanny von Monbart nach einer Audienz in Schloss Charlottenburg in Berlin zur ersten Stiftsoberin. Weitere Stiftsdamenlehrerinnen wurden Antonie von Triebenfelde (auch Vorsteherin der Hauswirtschaft), Adele von Eisenhart, Pauline von Westhofen und Elisabeth von Burghoff. Weitere wissenschaftliche Lehrer waren Pastor Romberg und vom Hilchenbacher Lehrerseminar Direktor Böckler und die Seminarlehrer Steinbruch und Wolfram. 1874 wurde dann Hugo Rönneke als Stiftspfarrer und wissenschaftlicher Lehrer eingestellt. Später stellte das Stift eigene Oberlehrer und – als dies möglich wurde – Oberlehrerinnen ein.
1872 wurde ein Lehrerinnenseminar angeschlossen. Die externen Schülerinnen kamen aus dem Siegerland, die internen aus ganz Preußen, aber auch England, Frankreich und Italien. Bekannte ehemalige Keppeler Schülerinnen waren die Thüringische Ministerin für Volksbildung, Marie Torhorst, und die Dichterin Helene von Monbart, eine Nichte der ersten Stiftsoberin.
1899 wurde die ehemalige Keppeler Schülerin Anna von Ciriacy-Wantrup zur zweiten Stiftsoberin ernannt. Um den gestiegenen Schülerinnenzahlen und den neuen Gesetzen über die höhere Mädchenbildung zu entsprechen, wurden ein neues Schulhaus und zwei neuen Flügel des Hauptgebäudes errichtet. 1910 erfolgt dann die Anerkennung als Lyzeum und Oberlyzeum. 1926 wurde in Keppel erstmals von Frauen das Abitur als Zugangsvoraussetzung zum Hochschulstudium abgelegt.
Nach dem Ausscheiden des Oberstiftshauptmannes Piper wurde der Keppeler Stiftsfonds von Departements-Chefs in Arnsberg, darunter dem späteren Reichskanzler Georg Michaelis und Oberregierungsrat Johannes Gisevius, vertreten, bis schließlich 1923 Carl Freiherr von Wittgenstein zum Keppeler Stiftskurator ernannt wurde und diese Aufgabe bis 1962 ausübte.
Nach der Machtergreifung der Nationalsozialisten 1933 wurde Keppel zu einer Frauenoberschule umgewandelt und die seit 1927 amtierende Stiftsoberin Cornelia van Senden aus dem Amt entfernt. 1944 sollte das Stift verstaatlicht werden. Am Ende des Zweiten Weltkrieges diente Keppel als Notkrankenhaus.

### Das öffentlich-stiftische Gymnasium
Bereits 1946 erreichte der Stiftskurator Freiherr von Wittgenstein, dass die Verstaatlichung des Stiftes rückgängig gemacht wurde und der Stiftsfond Eigentümer und Träger der Schule wurde. Der Unterricht begann wieder, allerdings unter schwierigsten Verhältnissen. In den nächsten Jahrzehnten kam es jedoch zu einer starken Zunahme der Schülerzahl, Einführung der Koedukation 1977 und einem großzügigen Ausbau der Schulgebäude. Das Gymnasium hat heute etwa 730 Schüler und 60 Lehrer. Nach der Schließung des Jung-Stilling-Gymnasiums im Jahr 2008 ist Stift Keppel das einzige Gymnasium im Gebiet der Stadt Hilchenbach.

## Liste der Äbtissinnen, Oberinnen, Schulleiterinnen und Schulleiter
|                 | Äbtissinnen des Klosters          |                 | Äbtissinnen des Damenstifts            |      | Oberinnen/Schulleitung        |
| 13. Jahrhundert | 1. Kunegundis I.                  | 16. Jahrhundert | 17. Anna von Schellenberg              | 1871 | 33. Nanny von Monbart         |
|                 | 2. Elisabeth I.                   |                 | 18. Elisabeth von Selbach-Lohe         | 1899 | 34. Anna von Ciriacy-Wantrup  |
|                 | 3. Aleidis                        |                 | 19. Magdal. von der Hees               | 1921 | 35. Anna Engels               |
| 14. Jahrhundert | 4. Gertrud I.                     | 17. Jahrhundert | 20. Anna von Nassau                    | 1927 | 36. Cornelia van Senden       |
| 1378–1381       | 5. Adelheid von Nassau-Dillenburg | 1624–1654       | 21. Maria von Effern genannt Hall      | 1934 | 37. Anna Stolberg             |
|                 | 6. Lucardis                       |                 | 22. Sophie Margarete von Nassau        | 1941 | 38. Frau Ballowitz            |
|                 | 7. Gertrud II. von Haiger         |                 | 23. Ernestine Claudia M. F. von Nassau | 1945 | 39. Frau Löffler              |
| 15. Jahrhundert | 8. N. von Westerburg              | 1654–1659       | 24. Johanna Stephana von der Hees      | 1945 | 40. Annemarie Schaefer        |
|                 | 9. Katharina von Holdinghausen    | 1659–1663       | 25. Eleonora Theodora Vogt von Elspe   | 1948 | 41. Juliane Freiin von Bredow |
|                 | 10. Elisabeth von Hilchenbach     | 1663–1685       | 26. Johanna Maria von Holdinghausen    | 1966 | 42. Waltraud Giesekus         |
|                 | 11. Elisabeth von Haiger          | 1685–1691       | 27. Agathe Juliane von Steprodt        | 1988 | 43. Renate Shimada            |
|                 | 12. Kunigunde von Lünen           | 1692–1717       | 28. Anna Elisabeth von der Hees        | 2007 | 44. Sibylle Schwarz           |
|                 | 13. Else Kolbe von Wilnsdorf      | 1717–1748       | 29. Sophie Charlotte von Bottlenberg   | 2014 | 45. Jochen Dietrich           |
|                 | 14. Sibilla von dem Bruch         | 1753–1779       | 30. Johanna von Syberg                 |      |                               |
|                 | 15. Elisabeth Rode von Wilnsdorf  | 1780–1806       | 31. Marianne von Donop                 |      |                               |
|                 | 16. Elisabeth von der Hees        | 1808            | 32. Isabella de Meslè                  |      |                               |

Renate Shimada war die letzte Schulleiterin, die gleichzeitig den Titel der Stiftsoberin trug.

Hochaltar in der Stiftskirche

## Architektur
Die ursprünglich romanische Stiftskirche St. Maria und St. Johannes Evangelist aus dem Jahr 1275 basiert auf einem älteren Vorgängerbau, der Mitte des 13. Jahrhunderts abgebrannt war. Der schlichte Rechteckchor wurde später um ein gotisches Chorpolygon erweitert. Sie weist heute noch die klassische Dreigliederung der Prämonstratenserinnenkirchen in Chor, Leutkirche und Nonnenempore auf. Im Chor finden sich u. a. 18 Grabepitaphien aus der Zeit von 1464 bis 1748 und ein spätgotisches Chorgestühl. Der Altarstein und die barocke Kanzel wurden 1677 bzw. 1682 von der Äbtissin Johanna Maria von und zu Holdinghausen gestiftet. Das mehrstufige Altarretabel (1701) im Chor und die Kirchenorgel (1695) auf der Nonnenempore wurde von der Äbtissin Anna Elisabeth von der Hees gestiftet. Die Kirche besaß gemäß den Ordensregeln nie einen grundständigen Glockenturm.
Patrone der Stiftskirche sind der Evangelist Johannes und die 1231 in Marburg gestorbene und 1235 kurz vor Stiftsgründung heiliggesprochenen Elisabeth von Thüringen, die sowohl dem Mutterstift Arnstein, als auch dem Hause Nassau nahestand.
Epitaphien im Chor der Stiftskirche St. Maria und St. Johannes-Evgl.: 1464: Johann v. Bruch, 1501: Philippe v.d. Hees, 1562: Anna v. Schnellenberg, 1572: Katharina v. Zweifel, 1580: Anna v.d. Hees, 1581: Elisabeth v. Selbach-Lohe, 1590: Agnes v. Selbach-Quadfasel, 1592: Agnes v. Selbach i.d. Eichen, 1612: Magdalene v.d. Hees, 1616: Anna v. Bruch, 1621: Elisabeth v.d. Hees, 1717: Anna Elisabeth v.d. Hees, 1719: Maria Marg. Elis. v. Bicken, 1719: Dietr. Ph. Ludw. Fr. v. Meschede, 1736: Maria A. Gertr. V. Neuhoff, gnt. Ley, 1741: Maria Franziska v. Riedt, gnt. Kettig v. Bassenheim, 1747: Margareta Alvera v. Winshem, 1748: Sophie Charlotte v. Bottlenberg, gnt. Kessel

Konventssaal

Das sogenannte Neue Haus (1733) und der angrenzende Saalbau mit dem kunstvoll ausgestaltetem Konventssaal (1752) wurden von der Äbtissinnen Sophie Charlotte von Bottlenberg, genannt Kessel, und Elisabeth von Neuhoff, genannt Ley, entlang des Kreuzganges errichtet.
1903 bis 1911 wurden auf dem Areal des Abteiflügels ein neuer Südflügel und im Bereich des alten Dormitoriums ein erweiterter Kirchenflügel errichtet, letzterer von dem Herborner Architekten Ludwig Hofmann, der auch das Oberlehrerhaus entwarf.
In den 1950er bis 1970er Jahren entstanden die neuen Schulgebäude mit der Wappenhalle, den naturwissenschaftlichen Unterrichtsräumen, der Gymnastikhalle, der heutigen Aula, mehrere Lehrerhäuser und das neue Internatsgebäude mit den Tennisplätzen. Noch neueren Datums ist die große Mehrfachturnhalle (1991) am Sportplatz. Daneben gehören noch einige Häuser im Ferndorftal und der alte Bahnhof zu den Stiftsgebäuden.
Nicht mehr vorhanden sind das alte Übungsschulhaus mit kleiner Turnhalle, das Stiftskrankenhaus, der alte Friedhof, die Stiftsmühle, das Brauhaus, die Ökonomiegebäude und das Freibad.